# Hydrobia lineata
Hydrobia lineata е вид коремоного от семейство Hydrobiidae.

## Разпространение
Видът е разпространен в Бенин, Кот д'Ивоар и Того.